# 정신사
정신사(精神史)는 관념사관(觀念史觀)의 하나로서, 관습·법률·언어·신화·종교·예술·철학을 민족정신·시대정신의 표현으로서 통일적으로 파악하여 관습·법률 등의 변천을 통하여 정신이라고 하는 실체(實體)의 변천, 즉 역사를 서술한다.
이 경우, 소위 토대로서의 경제적인 모든 관계는 무시되고 이데올로기의 자립적 발전만이 문제가 되며 '역사과학'적 인식방법으로서 추체험(追體驗), 이해가 사용된다.

## 같이 보기
- 새뮤얼 모인
- 노엄 촘스키
- 자크 르 고프
- 버트런드 러셀